# Svesfjorden
Svesfjorden er en fjord i Osen kommune i Trøndelag fylke i Norge. Fjorden har indløb mellem bygden Seter i nord og Helvikneset i syd og går 9 kilometer mod sydøst til gården Sve, som den har navn efter.
Det er forholdsvis få bebyggelser langs fjorden. Ud over  Seter i nord og Sve i syd, ligger gården  Angen på nordsiden af fjorden. Mårvika og Drageid ligger i øst, mens Ervika og Levika ligger helt i sydøst. Ved Drageid ligger der en  cirka 250 meter landtange. Grænsen mellem Sør- og Nord-Trøndelag gik langs dette ejd og på andre siden ligger bunden af Bølefjorden.
Fylkesvej 5 går langs nord- og østsiden af fjorden.